# Francisco Arias de Reina
Francisco Arias de Reina (Arahal, 1824-Arahal, 1880) fue un político, periodista y profesor español.

## Biografía
Nacido en noviembre de 1824 en la localidad sevillana de Arahal, estudió la carrera de Letras. Desde muy joven abrazó la causa de la democracia, y la defendió en la prensa. Fue fundador en Sevilla del periódico El Centinela, hacia 1843-1844, perseguido por el gobierno moderado. Durante el bienio progresista (1854-1856), fue nombrado alcalde de Arahal; y a la vuelta al poder de los conservadores se vio obligado a exiliarse en Portugal. A su regreso a España, entró en las oposiciones de 1860, para cátedras de latín y castellano; ganó la de este Instituto provincial de Almería, y desde entonces se estableció dicha ciudad, en cuya prensa política colaboró. Tomó también parte activa en la organización del partido republicano, a cuya jefatura en Almería ascendió. Al estallar en 1868 la revolución de Septiembre, figuró en la junta revolucionaria. Falleció el 23 de diciembre de 1880 en su localidad natal, a cuya provincia había acudido para asistir a la boda de uno de sus hijos. Había sido gobernador civil de las provincias de Cáceres y Granada.